# Los negocios son los negocios

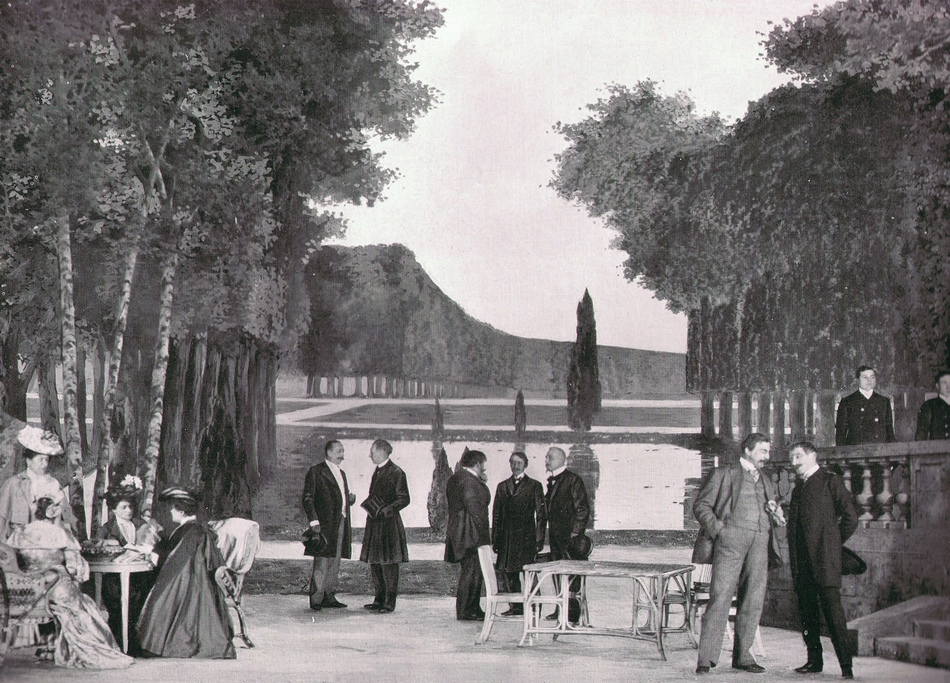
Los negocios son los negocios, Comédie-Française, 1903.

Los negocios son los negocios (en francés, Les affaires sont les affaires) es una comedia francesa en tres actos del escritor Octave Mirbeau (abril de 1903). Estrenada en la Comédie-Française de París, alcanzó un triunfo mundial, sobre todo en Alemania y en Rusia.

## Argumento
Es una comedia satírica, pero clásica, de costumbres y caracteres, en la tradición de Molière, donde Mirbeau crítica con fuerza la sociedad burguesa de la "Belle Époque", denuncia la corrupción social y desvela crudamente los mecanismos del capitalismo salvaje y del mundo de los negocios, forma legal del gansterismo : crítica muy actual.
El personaje de Isidore Lechat, un depredador sin escrúpulos, un tiburón de las finanzas, es el arquetipo del moderno hombre de negocios, "brasseur d'affaires", producto de un mundo nuevo, que de todo hace dinero y expande sus tentáculos por todo el mundo. Pero está incapaz de evitar la trágica desintegración de su propia familia y de hacer algo frente a la muerte de su hijo, Xavier, y al amor de su hija, la rebelde Germaine.

## Traducción
En castellano: Edición de Jaume Melendres, Madrid, 2000, 192 pg. (ISBN:84-87591-98-1).